# صندوق توسعه صنایع دریایی
صندوق توسعه صنایع دریایی ایران (به انگلیسی: Iran Marine Fund) یک شرکت تخصصی دولتی نسل یک و وابسته به وزارت صنعت، معدن و تجارت ایران است. برای کشورهای دارای ساحل با توجه به اهمیت راهبردی صنایع دریایی جهت توسعهٔ پایدار، حوزه‌هایی نظیر بازارهای انرژی‌های دریایی، علوم و فنون دریایی، تجارت دریایی، کشتی‌سازی، تعمیرات شناور، ساخت سکوهای دریایی، تأمین سیستم‌ها و تجهیزات دریایی، امنیت و ایمنی دریایی، بنادر و زیرساخت‌های پایانه‌ای دارای اهمیت بالایی می‌باشد، از اینرو اقدامات این صندوق برای شتاب بخشیدن به توسعه صنایع دریایی ایران در قالب ایجاد فرصت‌های کسب و کار، کمک به تحقیق و نوآوری، ایجاد ارتباط میان دولت و سازمان‌های غیر دولتی برای بهبود فضای کسب و کار، تسهیل در ایجاد شبکه‌های فرصت و در بخش صنایع دریایی صورت می‌پذیرد.
imf.ir

## تاریخچه
صندوق توسعه صنایع دریایی به استناد ماده یک قانون توسعه و حمایت از صنایع دریایی مصوب ۱۳۸۷/۲/۱۹ مجلس شورای اسلامی تشکیل گردیده و اساسنامه صندوق در تاریخ ۱۳۸۸/۱۱/۱۸ به تصویب هیئت وزیران رسیده است. از ابتدای تشکیل صندوق توسعه صنایع دریایی تلاش شده‌است تا افراد آشنا و ذی مدخل در صنایع دریایی در زمان تأسیس در مدیریت این صندوق فعالیت نمایند که آقایان رستم قاسمی، سیدمجید هدایت، مصطفی اثباتی، مهدی مهرزادفر، محمد سعیدنژاد، حسین ابراهیم‌زاد فاضل، امیر رستگاری، جلیل خبره، احمد رفعت، سعید جعفری،  و ... اعضای هیئت مدیره ادوار صندوق می‌باشند.

## دوره مدیران صندوق توسعه صنایع دریایی
محمدحسین مقیسه(مدیر عامل)/از ۱۴۰۴ تا کنون
محمد محمودی(مدیر عامل)/از ۱۴۰۲ تا ۱۴۰۴
عبدالمجید رضوانی(مدیر عامل)/از ۱۳۹۵ تا ۱۴۰۲
مهرداد مظفری(مدیر عامل)/از ۱۳۹۳ تا ۱۳۹۵
حسین ابراهیم‌زاد فاضل (مدیر عامل)/از ۱۳۸۹ تا ۱۳۹۳

## چشم انداز
دیدگاه حاکم بر صندوق توسعه صنایع دریایی، کشف فرصت‌ها و تمهیدات شرایط برای انجام طرح‌ها و پروژه‌ها با روش‌ها و فرایندهای درست و استاندارد جهت بهره‌گیری از فرصت‌ها می‌باشد و با توجه به آن چشم‌انداز صندوق توسعه صنایع دریایی در افق ۱۴۰۴ به این صورت ترسیم شده‌است: «صندوق توسعه صنایع دریایی مرجعی است تخصصی برای تبدیل ظرفیت‌های دریایی کشور به منافع ملی پایدار»

## اهداف کلان
- تحقق توسعهٔ پایدار در بخش صنایع دریایی
- تبیین، تنظیم و اعمال انواع حمایت از صنایع دریایی در حوزه‌های مختلف این صنعت مانند ساخت، تعمیر، توسعهٔ زنجیرهٔ تأمین و همچنین حوزهٔ خدمات
- تسهیل‌گری در رفع مشکلات و عوامل بازدارندهٔ توسعه صنایع دریایی[۳]

## سیاست کلی صندوق
- توسعهٔ ساخت و تعمیر کشتی و صنایع فراساحل
- ایجاد زنجیرهٔ تأمین مطمئن
- کاهش ریسک سرمایه‌گذاری در فعالیت‌های دریایی
- توسعهٔ ساحل نشینی و دسترسی به آب
- گسترش ترانزیت و صادرات مجدد
- مشارکت بین‌المللی
- صادرات محوری
- توسعهٔ استانداردسازی
- توسعهٔ بیمه‌های دریایی
- مشارکت در صنایع فراساحل
- حمایت از بخش خصوصی و تقاضاهای مردمی[۴]

## فعالیت‌ها و حمایت‌ها
- انجام مطالعات توسعه‌ای به منظور آگاهی بخشی تخصصی به فعالین حوزه دریایی کشور
- اعطای تسهیلات ساخت شناورهای پشتیبانی و خدماتی فراساحلی
- اعطای تسهیلات تعمیرات شناور در کارخانه‌های داخلی
- اعطای تسهیلات تکمیل شناورهای در حال ساخت
- اعطای تسهیلات ساخت و توسعه یاردها
- اعطای تسهیلات ساخت تجهیزات شناور[۵]

## اهمیت صنایع دریایی
صنایع دریایی یکی از صنایع مادر محسوب می‌شود از جمله صنایع کشتیرانی، گردشگری دریایی، نفت و گاز فراساحل، فرآوری غذاهای دریایی، تجهیزات دریایی، ماهیگیری، کشتی‌سازی، کشتی‌سازی نظامی، بنادر، آبزی پروری، ساخت کشتی تفریحی و قایق سازی، سفر دریایی، تحقیق و توسعه، خدمات دریایی، انرژی‌های تجدید پذیر، امنیت و کنترل، اقیانوسی شناسی، آموزش و تعلیم، تکنولوژی زیر سطحی و شناورهای زیرسطحی که توسعه آن موجب توسعه بسیاری دیگر از صنایع پایین دستی می‌گردد.

## ماده یک قانون توسعه و حمایت از صنایع دریایی(قانون تشکیل صندوق)
به دولت اجازه داده می‌شود برای مطالعه، تبیین، تنظیم و اعمال انواع حمایت از صنایع دریایی، (ساخت، تولید، تعمیر و نگهداری انواع مختلف تجهیزات شناورهای سطحی، زیرسطحی، اثرسطحی و صنایع فراساحلی)، رفع مشکلات و عوامل بازدارنده با رعایت ملاحظات زیست‌محیطی، به شرحی که در اساسنامه خواهد آمد، صندوق توسعه صنایع دریایی که از این پس به اختصار «صندوق» نامیده می‌شود را به صورت شرکت با سرمایه اولیه چهارصد میلیارد (۴۰۰٫۰۰۰٫۰۰۰٫۰۰۰) ریال تأسیس نماید. (مصوب ۱۳۸۷ ه. ش)

## ماده هفت قانون توسعه و حمایت از صنایع دریایی
سازمان مدیریت و برنامه‌ریزی کشور و بانک مرکزی جمهوری اسلامی ایران مکلفند، در لوایح بودجه سنواتی منابع ارزی مورد نیاز را تا سقف یک میلیارد (۱٫۰۰۰٫۰۰۰٫۰۰۰) دلار سالانه از محل حساب ذخیره ارزی و سایر منابع برای خریداران شناور جهت سفارش به سازندگان داخلی و متقاضیان تعمیر شناور در داخل کشور تسهیلاتی با شرایط زیر اختصاص دهند:
الف- گشایش اعتبار یا صدور مجوز گشایش اعتبار توسط بانک‌های تجاری حسب درخواست خریداران شناور و تجهیزات دریایی و متقاضیان تعمیر شناور در داخل کشور به نفع شرکت‌های داخلی به صورت قابل تقسیم، قابل انتقال یا اتکائی.
ب- مدت بازپرداخت تسهیلات مالی برای ساخت شناور، دوازده سال و برای شناورهای حمل گاز طبیعی مایع (LNG) هجده سال و برای متقاضیان تعمیرات سه سال.
ج- پذیرش شناور در حال ساخت و بهره‌برداری یا تعمیر و بهره‌برداری به عنوان وثیقه قابل قبول توسط بانک عامل.
د- پیش پرداخت ده درصد (٪۱۰) مبلغ وام.